# Lexus Eastbourne Open 2025
Lexus Eastbourne Open 2025 byl kombinovaný tenisový turnaj na profesionálních okruzích mužů ATP Tour a žen WTA Tour, hraný v Devonshire Park Lawn Tennis Clubu. Čtrnáctý ročník Eastbourne Open mužů a padesátý žen probíhal mezi 23. a 28. červnem 2025 v britském Eastbourne na travnatých dvorcích. Představoval poslední přípravu na londýnský grandslam ve Wimbledonu. Titulárním partnerem britské travnaté sezóny, vyjma turnaje v londýnském Queen's Clubu, se poprvé stala výrobní divize Lexus koncernu Toyota.
Mužská polovina dotovaná 756 875 eury patřila do kategorie ATP Tour 250. Licence ženské části pro kategorii WTA 500 přešla na obnovený Queen's Club Championships v Londýně, hraný poprvé od roku 1973. Eastbournská událost byla degradována do úrovně WTA 250. Odměny hráčkám činily 389 000 dolarů. Nejvýše nasazenými singlisty se stali obhájci titulů, americký pátý hráč žebříčku Taylor Fritz a australská světová šestnáctka Darja Kasatkinová. Jako poslední přímí účastníci do dvouher nastoupili argentinský 65. tenista pořadí Francisco Comesaña a 60. žena klasifikace Jaqueline Cristianová z Rumunska. V důsledku invaze Ruska na Ukrajinu na konci února 2022 řídící organizace tenisu ATP, WTA a ITF s grandslamy rozhodly, že ruští a běloruští tenisté mohli dále na okruzích startovat, ale do odvolání nikoli pod vlajkami Ruska a Běloruska.
Jubilejní desátý singlový titul na okruhu ATP Tour vybojoval Taylor Fritz. V Eastbourne triumfoval jako první muž počtvrté a navázal na výhru z trávy BOSS Open 2025. Druhou trofej z dvouhry okruhu WTA Tour si odvezla 19letá Australanka Maya Jointová. Na žebříčku po skončení debutovala v Top 50. Ve finále odvrátila čtyři mečboly. Mužskou čtyhru ovládli Britové Julian Cash s Lloydem Glasspoolem, kteří získali pátou společnou trofej. Ve všech třech týdnech travnaté sezóny odehráli finále, z toho dvě vítězná. Šampionkami ženského debla se staly Češka Marie Bouzková s Kazachstánkou Annou Danilinovou, pro které to byla první párová trofej.

## Rozdělení bodů a finančních odměn

### Rozdělení bodů
| Soutěž       | Soutěž       | vítězové | finalisté | semifinalisté | čtvrtfinalisté | 16 v kole | 32 v kole | Q  | Q2 | Q1 |
| ------------ | ------------ | -------- | --------- | ------------- | -------------- | --------- | --------- | -- | -- | -- |
| dvouhra mužů | [ 9 ] [ 16 ] | 250      | 165       | 100           | 50             | 25        | 0         | 13 | 7  | 0  |
| čtyřhra mužů | [ 18 ]       | 250      | 150       | 90            | 45             | 20        | 0         | —  | —  | —  |
| dvouhra žen  | [ 8 ] [ 19 ] | 250      | 163       | 98            | 54             | 30        | 1         | 18 | 12 | 1  |
| čtyřhra žen  | [ 20 ]       | 250      | 163       | 98            | 54             | 1         | —         | —  | —  | —  |

Vysvětlivky
1. ↑  Nasazení s volným losem do druhého kola v případě prohry neobdrželi žádné body.[17]

### Finanční odměny
| Soutěž                                  | Soutěž       | vítězové  | finalisté | semifinalisté | čtvrtfinalisté | 16 v kole | 32 v kole | Q2      | Q1      |
| --------------------------------------- | ------------ | --------- | --------- | ------------- | -------------- | --------- | --------- | ------- | ------- |
| dvouhra mužů                            | [ 9 ] [ 16 ] | 115 165 € | 67 160 €  | 39 480 €      | 22 875 €       | 13 280 €  | 8 115 €   | 4 060 € | 2 215 € |
| dvouhra žen                             | [ 8 ] [ 19 ] | 51 330 $  | 30 380 $  | 16 930 $      | 9 640 $        | 5 885 $   | 4 205 $   | 3 110 $ | 2 010 $ |
| čtyřhra mužů                            | [ 18 ]       | 40 040 €  | 21 510 €  | 12 580 €      | 6 980 €        | 4 120 €   | —         | —       | —       |
| čtyřhra žen                             | [ 20 ]       | 18 660 $  | 10 510 $  | 6 020 $       | 3 590 $        | 2 770 $   | —         | —       | —       |
| částky ve čtyřhrách jsou uvedeny na pár |              |           |           |               |                |           |           |         |         |

## Mužská dvouhra

### Nasazení

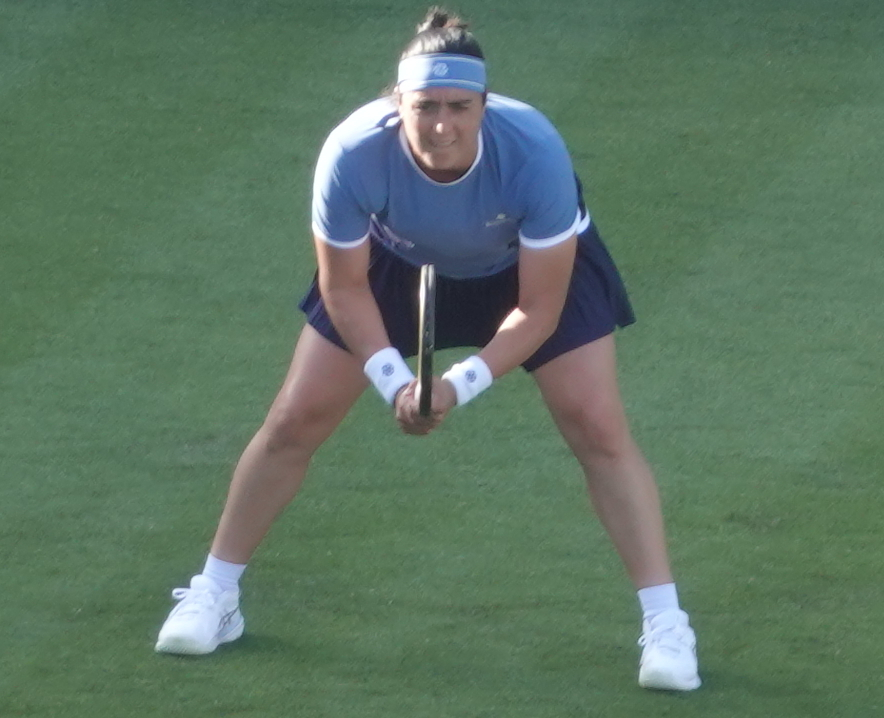
Ons Džabúrová dohrála v úvodním kole

| Stát                           | Hráč                        | ATP | Nasazení |
| ------------------------------ | --------------------------- | --- | -------- |
| USA                            | Taylor Fritz                | 4.  | 1.       |
| USA                            | Tommy Paul                  | 8.  | 2.       |
| Česko                          | Jakub Menšík                | 17. | 3.       |
| Francie                        | Ugo Humbert                 | 20  | 4        |
| Itálie                         | Flavio Cobolli              | 24. | 5.       |
| Španělsko                      | Alejandro Davidovich Fokina | 28. | 6.       |
| Francie                        | Giovanni Mpetshi Perricard  | 36. | 7.       |
| Portugalsko                    | Nuno Borges                 | 38. | 8.       |
| Žebříček ATP k 16. červnu 2025 |                             |     |          |

### Jiné formy účasti
Následující hráči obdrželi divokou kartu:
- Dan Evans
- Cameron Norrie
- Jack Pinnington Jones

Následující hráč nastoupil pod žebříčkovou ochranou:
- Reilly Opelka

Následující hráči postoupili z kvalifikace:
- Mattia Bellucci
- James Duckworth
- George Loffhagen
- Aleksandar Vukic

Následující hráči postoupili z kvalifikace jako šťastní poražení:
- Jenson Brooksby
- Billy Harris
- Ceng Čchun-sin

### Odhlášení
před zahájením turnaje
- Matteo Arnaldi → nahradil jej  Ceng Čchun-sin
- Alexandr Bublik → nahradil jej  Jenson Brooksby
- Francisco Cerúndolo → nahradil jej  Fábián Marozsán
- Jiří Lehečka → nahradil jej  Francisco Comesaña
- Brandon Nakashima → nahradil jej  Jacob Fearnley
- Giovanni Mpetshi Perricard → nahradil jej  Billy Harris

## Mužská čtyřhra

### Nasazení
| Stát                                                                                    | Hráč               | Stát               | Hráč            | ATP | Nasazení |
| --------------------------------------------------------------------------------------- | ------------------ | ------------------ | --------------- | --- | -------- |
| Finsko                                                                                  | Harri Heliövaara   | Spojené království | Henry Patten    | 7.  | 1.       |
| Spojené království                                                                      | Joe Salisbury      | Spojené království | Neal Skupski    | 26. | 2.       |
| Spojené království                                                                      | Julian Cash        | Spojené království | Lloyd Glasspool | 27. | 3.       |
| USA                                                                                     | Christian Harrison | USA                | Evan King       | 39. | 4.       |
| Žebříček ATP k 16. červnu 2025; číslo je součtem žebříčkového postavení obou členů páru |                    |                    |                 |     |          |

### Jiné formy účasti
Následující páry obdržely divokou kartu:
- Charles Broom /  Joshua Paris
- David Stevenson /  Marcus Willis

### Odhlášení
před zahájením turnaje
- Sander Arends /  Luke Johnson → nahradili je  Ariel Behar /  Joran Vliegen
- Matthew Ebden /  Michael Venus → nahradili je  Matthew Ebden /  Albano Olivetti

## Ženská dvouhra

### Nasazení
| Stát                           | Hráčka             | WTA | Nasazení |
| ------------------------------ | ------------------ | --- | -------- |
| Austrálie                      | Darja Kasatkinová  | 16. | 1.       |
| Česko                          | Barbora Krejčíková | 17. | 2.       |
| Lotyšsko                       | Jeļena Ostapenková | 19. | 3.       |
| USA                            | Sofia Keninová     | 29. | 4.       |
| Polsko                         | Magda Linetteová   | 31. | 5.       |
| USA                            | Peyton Stearnsová  | 34. | 6.       |
| Spojené království             | Emma Raducanuová   | 36. | 7.       |
| Slovensko                      | Rebecca Šramková   | 38. | 8.       |
| Žebříček WTA k 16. červnu 2025 |                    |     |          |

### Jiné formy účasti
Následující hráčky obdržely divokou kartu:
- Jodie Burrageová
- Harriet Dartová
- Francesca Jonesová
- Mingge Xuová

Následující hráčka obdržela zvláštní výjimku:
- Dajana Jastremská

Následující hráčky postoupily z kvalifikace:
- Kimberly Birrellová
- Elisabetta Cocciarettová
- Alexandra Ealaová
- Varvara Gračovová
- Greet Minnenová
- Kamilla Rachimovová

### Odhlášení
před zahájením turnaje
- Elina Avanesjanová → nahradila ji  Mojuka Učidžimová
- Polina Kuděrmetovová → nahradila ji Anna Blinkovová
- Anastasija Potapovová → nahradila ji  Jaqueline Cristianová

## Ženská čtyřhra

### Nasazení
| Stát                                                                          | Hráčka               | Stát      | Hráčka              | WTA | Nasazení |
| ----------------------------------------------------------------------------- | -------------------- | --------- | ------------------- | --- | -------- |
| USA                                                                           | Caroline Dolehideová | USA       | Desirae Krawczyková | 54. | 1.       |
| Japonsko                                                                      | Eri Hozumiová        | Indonésie | Aldila Sutjiadiová  | 77. | 2.       |
| Španělsko                                                                     | Cristina Bucșová     | Japonsko  | Miju Katová         | 77. | 3.       |
| Česko                                                                         | Barbora Krejčíková   | Lotyšsko  | Jeļena Ostapenková  | 86. | 4.       |
| Žebříček WTA k 16. červnu 2025; číslo je součtem umístění obou členek dvojice |                      |           |                     |     |          |

Následující páry obdržely divokou kartu:
- Jodie Burrageová /  Sonay Kartalová
- Heather Watsonová /  Mingge Xuová

## Přehled finále

### Mužská dvouhra
- Taylor Fritz vs.  Jenson Brooksby, 7–5, 6–1

### Ženská dvouhra
- Maya Jointová vs.  Alexandra Ealaová, 6–4, 1–6, 7–6(12–10)

### Mužská čtyřhra
- Julian Cash /  Lloyd Glasspool vs.  Ariel Behar /  Joran Vliegen, 6–4, 7–6(7–5)

### Ženská čtyřhra
- Marie Bouzková /  Anna Danilinová vs.  Sie Šu-wej /  Maya Jointová, 6–4, 7–5